# Dieter Rösel
Dieter Rösel (* 18. Dezember 1951) ist ein ehemaliger deutscher Fußballspieler.

## Sportlicher Werdegang
Rösel spielte zuletzt für die A-Jugendmannschaft des TuS Altrip, mit der er im Endspiel um die Deutsche A-Junioren-Meisterschaft am 12. Juli 1970 im Bochumer Stadion an der Castroper Straße gegen Hertha 03 Zehlendorf mit 2:3 verlor.
Später war er in der Saison 1973/74 für den 1. FC Phönix Lübeck als Abwehrspieler in der seinerzeit zweitklassigen Regionalliga Nord aktiv. Sein erstes von 33 Punktspielen bestritt er am 5. August 1973 (1. Spieltag) bei der 1:9-Niederlage im Auswärtsspiel gegen den späteren Bundesligaaufsteiger Eintracht Braunschweig. Sein erstes von zwei Toren für den Verein erzielte er am 30. Dezember 1973 (22. Spieltag) beim 5:1-Sieg im Heimspiel gegen den Heider SV mit dem Treffer zum Endstand per Strafstoß in der 89. Minute.
Von 1974 bis 1977 gehörte er dem VfR Mannheim an, für den er im ersten Jahr der Zugehörigkeit 25 Punktspiele in der Staffel Süd der seinerzeit zweigleisigen 2. Bundesliga bestritt. Die Saison 1975/76 war er mit seinem Verein aufgrund des Abstieges in der 1. Amateurliga Nordbaden vertreten. Als Nordbadischer Amateurmeister nahm sein Verein an der Aufstiegsrunde für die 2. Bundesliga Süd teil, scheiterte jedoch in der Gruppe Baden-Württemberg als Drittplatzierter. Somit beendete er seine Spielerkarriere nach einer in der weiteren Saison in der 1. Amateurliga Nordbaden.